# Elisabeth Andreassen
Elisabeth Gunilla Andreassen (ismertebb nevén Bettan) (Göteborg, 1958. március 28. –)  svéd-norvég énekesnő, aki az Eurovíziós Dalfesztiválon ért el első és második helyezést is.

## Karrier
A tehetségét 1979-ben egy svéd zenész és egyben tévés műsorvezető, Lasse Holm fedezte fel. 1980-ban csatlakozott a Chips csoporthoz. A Chips részt vett az 1982-es Eurovíziós Dalfesztiválon a "Dag efter dag" ("Nap Nap Után") című dallal, mellyel a 8. helyezést érték el.
Andreassen sok zenei műfajt képvisel, például country, musical stb. Ő leginkább az 1985-ös Eurovíziós Dalfesztivál révén vált ismertté, amikor a Bobbysocks duó tagjaként megnyerte a dalversenyt a "La det swinge" című dallal.
Játszik három hangszeren: gitár, zongora, nagybőgő.   
"Bettan" rekordszámú négy alkalommal vett részt az Eurovíziós Dalfesztiválon, akárcsak Lys Assia a Peter, Sue & Marcból és Valentina Monetta. A négy alkalomból három alkalommal duettben lépett fel (1982-ben Kikki Danielssonnal, Hannel 1985-ben, Jan Werner Danielsen társaságában 1994-ben), egyszer pedig egyedül (1996-ban).

## Magánélete
1958-ban született Göteborgban, Svédországban norvég szülők gyermekeként. 1994-től Tor Andreassen volt a férje. Jelenleg Norvégiában él, van két lánya, egyikük 1995-ben, a másik 1997-ben született. 2016-ban a férje szívrohamban hunyt el.

## Eurovíziós Dalverseny
Elisabeth a svéd Melodifestivalen, norvég Melodi Grand Prixen és az Eurovíziós Dalfesztiválon összesen tizenhat alkalommal vett részt, ezen kívül kétszer volt műsorvezető.

### Melodifestivalen
1981. Chips - " God morgon" ("Jó reggelt), 2. hely
1982. Chips - "Dag efter dag" ("Nap-Nap után), 1. hely
1984. Elisabeth Andreassen - "Kärleksmagi", 6. hely (utolsó)
1990. Elisabeth Andreassen - "Jag ser hu stjärna falla", 7. hely
2000. Műsorvezető
2002. - Kikki, Bettan & Lotta - " "Vem é dé du vill ha ", 3. hely
2011. Elisabeth Andreassen - "Vaken - en dröm"

### Melodi Grand Prix
1985. Bobbysocks - "La det swinge" ("Engedd ringatózni"), 1. hely
1992. Műsorvezető, Jahn Teigen társaságában
1994. Bettan & Jan Werner - "Duett" , 1. hely
1996. Elisabeth Andreassen - " I evighet" ("Örökkévalóság"), 1. hely
1998. Elisabeth Andreassen - " Winds of the Northern Sea ", 2. hely
2003. - Kikki, Bettan & Sok - "Din hånd én min hånd", 4. hely
2015. Elisabeth Andreassen & Tor Endresen - " All over the world", a 4. hely
1982-es Eurovíziós Dalfesztivál

## Lásd még
- Bobbysocks
- Eurovíziós Dalverseny
- Az Eurovíziós Dalfesztivál 1985
- Az Eurovíziós Dalfesztivál 1996
- Melodi Grand Prix
- Melodifestivalen

## Fordítás
- Ez a szócikk részben vagy egészben  az   Elisabeth Andreassen című angol Wikipédia-szócikk ezen változatának fordításán alapul.  Az eredeti cikk szerkesztőit annak laptörténete sorolja fel. Ez a jelzés csupán a megfogalmazás eredetét és a szerzői jogokat jelzi, nem szolgál a cikkben szereplő információk forrásmegjelöléseként.